# Mladenovac
Pour la localité, voir Mladenovac (selo).
Mladenovac (en serbe cyrillique : Младеновац) est une ville et une municipalité de Serbie situées sur le territoire de la ville de Belgrade. Mladenovac est une des 7 municipalités périurbaines du district. Au recensement de 2011, la ville comptait 23 609 habitants et la municipalité dont elle est le centre 53 096.
Mladenovac se trouve à 47 km au sud de la capitale

## Histoire
La région de l'actuelle municipalité de Mladenovac est habitée depuis la Préhistoire. L'un des sites archéologiques les plus importants du secteur est celui de Jablanica, situé sur le territoire du village de Međulužje, qui a permis de mettre au jour des vestiges allant de l'âge du fer à l'Antiquité tardive. Un site remontant au début de la culture de Starčevo a été découvert à Bataševo. La période médiévale a laissé aussi quelques traces comme sur le site de Divičmeđ à Kovačevac, avec les ruines d'une ville datant du IXe au XIe siècle.
Le nom de « Mladenovac » vient d’un mot serbe signifiant la « jeunesse ». D’après la légende, le nom de la ville est associé à un personnage nommé Mladen, qui s’y installa avec ses frères Vlajko et Rajko deux cents ans après la bataille de Kosovo Polje (1389). Historiquement, les localités du secteur sont mentionnées à l'époque du despote serbe Stefan Lazarević (1374-1427). Dans le premier quart du XVe siècle, le despote fit construire le monastère de Pavlovac, situé sur le territoire du village de Koraćica ; il est aujourd'hui inscrit sur la liste des monuments de grande importance de la république de Serbie,. Stefan Lazarević mourut en 1427 au hameau de Crkvine près de Markovac ; immédiatement après sa mort y fut érigée en son honneur une colonne-stèle aujourd'hui classée parmi les monuments culturels d'importance exceptionnelle du pays,

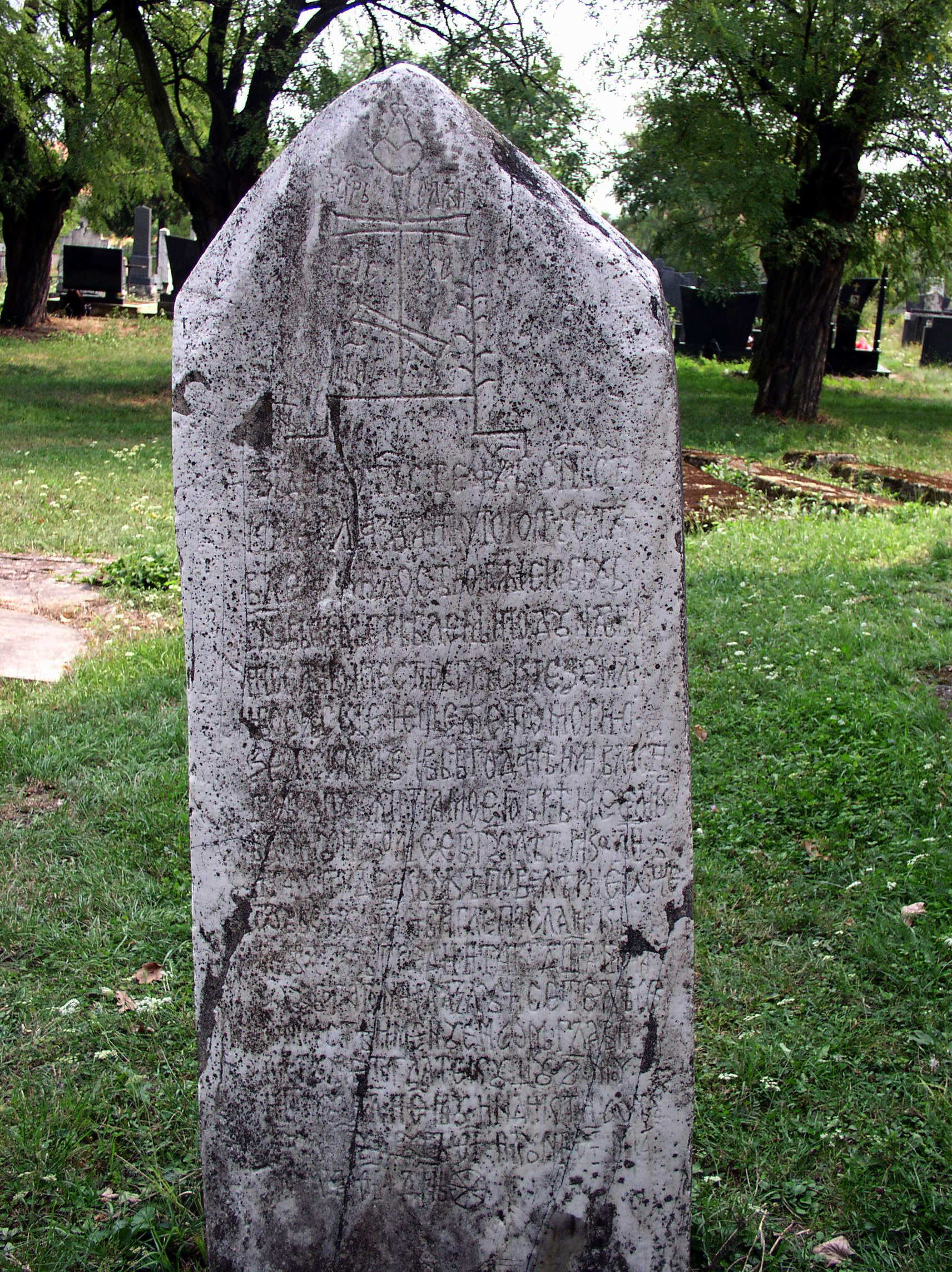
Le monument au despote Stefan Lazarević à Markovac

Les premiers documents officiels sur la région datent du recensement ottoman de 1528.

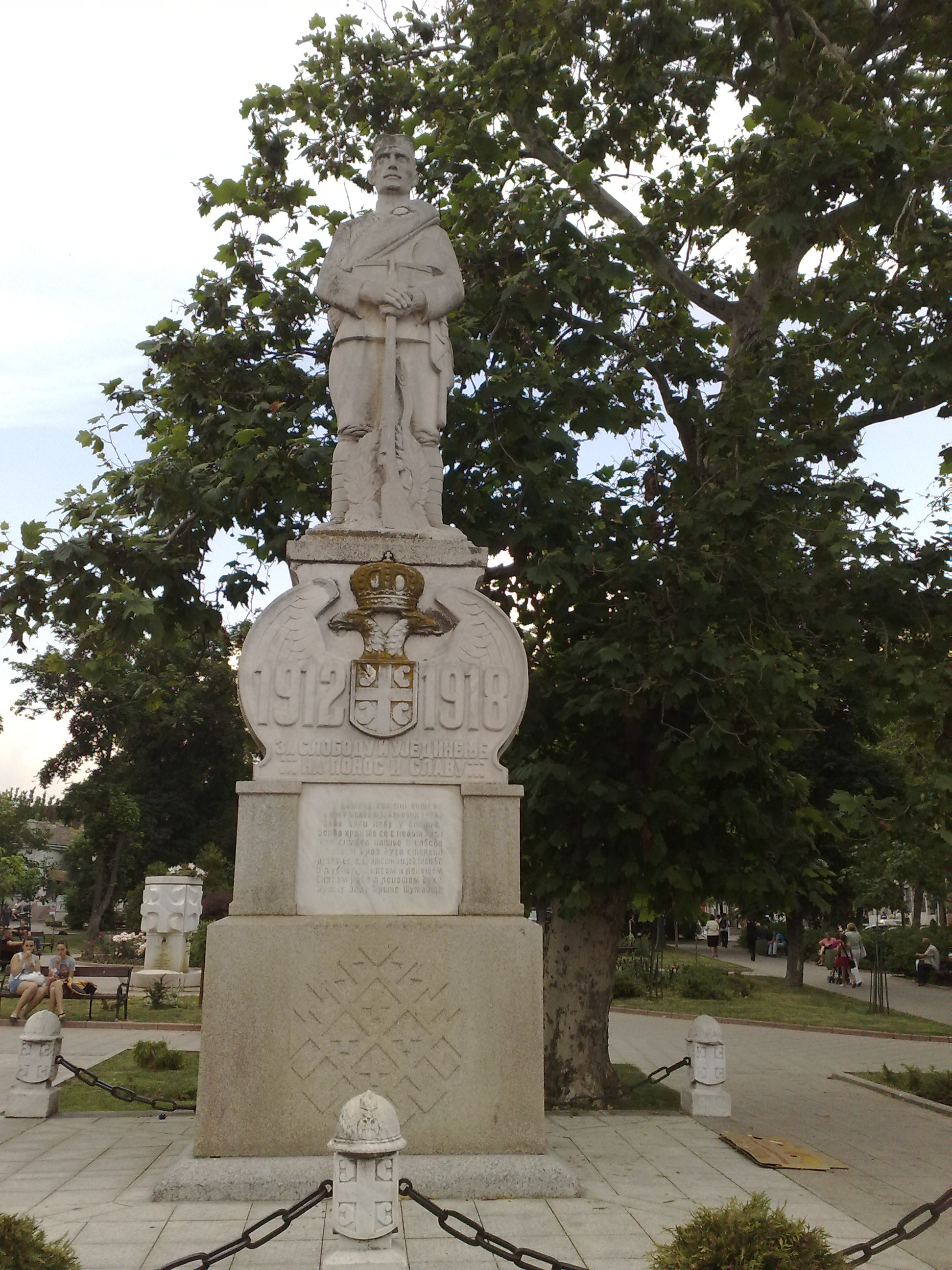
Le monument aux morts de 1912-1918 à Mladenovac

L'actuelle Mladenovac est établie dans le secteur d'un village plus ancien, également appelé Mladenovac. La nouvelle localité se développa autour d'une gare située sur la ligne de chemin de fer Belgrade-Niš construite en 1892. L'un des premiers bâtiments de la future cité était la mehana (auberge) Kosmaj, qui date de 1885 ; la même année, la localité fut dotée d'un moulin. Par un décret du roi Alexandre Ier de Serbie, Mladenovac obtint le statut de « bourg » ou de « ville » (en serbe : varošica) en 1893. Une première école élémentaire y ouvrit ses portes en 1895.
La ligne ferroviaire à voie étroite Mladenovac-Aranđelovac-Lajkovac fut construite en 1904 et le début du XXe siècle se caractérisa par un début d'industrialisation.
Mladenovac et sa région furent touchées par la Première Guerre mondiale, ainsi qu'en témoignent la fontaine commémorative Crkvenac, construite en l'honneur des femmes écossaises venues pour soigner les soldats serbes blessés, et le monument aux morts, érigé sur la place centrale de la ville en 1926 ; ces deux monuments sont aujourd'hui inscrits sur la liste des biens culturels de la ville de Belgrade,.
Après la guerre, l'industrialisation se poursuivit avec la construction d'un nouvel abattoir et d'une usine produisant des sacs et elle s'accompagna d'un développement de la fonction administrative de la ville, qui, en 1930, devint le siège d'un district (srez), plus tard intégré dans le district de Kosmaj (Kosmajski srez).
En 1971, la municipalité de Mladenovac fut intégrée dans le district de la ville de Belgrade.

## Localités de la municipalité de Mladenovac

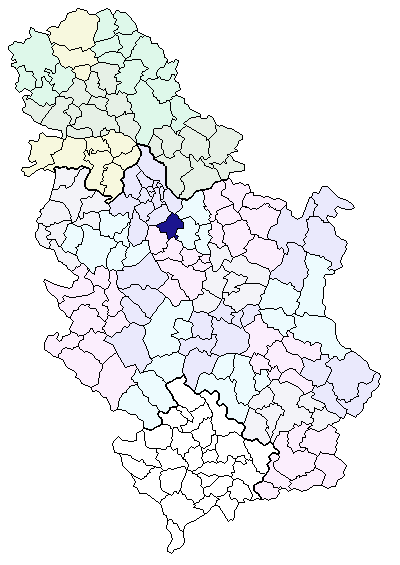
Localisation de la municipalité de Mladenovac en Serbie
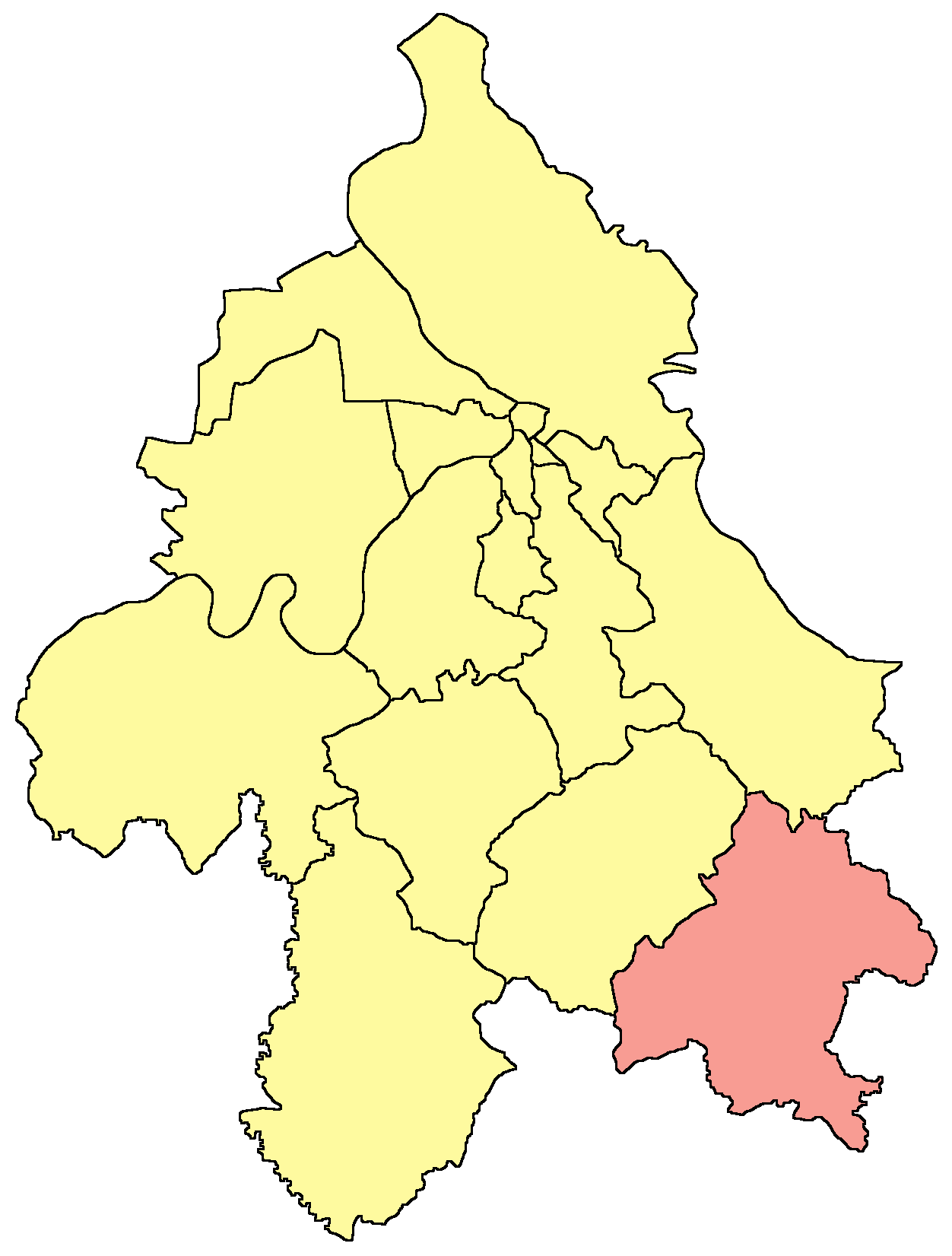
Localisation de la municipalité de Mladenovac dans la ville de Belgrade

La municipalité de Mladenovac compte 22 localités :
| - Amerić - Beluće - Beljevac - Velika Ivanča - Velika Krsna - Vlaška - Granice - Dubona - Jagnjilo - Kovačevac - Koraćica | - Mala Vrbica - Markovac - Međulužje - Mladenovac - Mladenovac (selo) - Pružatovac - Rabrovac - Rajkovac - Senaja - Crkvine - Šepšin |

Mladenovac est officiellement classée parmi les « localités urbaines » (en serbe : градско насеље et gradsko naselje) ; toutes les autres localités sont considérées comme des « villages » (село/selo).

## Démographie

### Villeintra muros

#### Évolution historique de la population dans la ville
| 1948  | 1953  | 1961   | 1971   | 1981   | 1991   | 2002   | 2011   |
| ----- | ----- | ------ | ------ | ------ | ------ | ------ | ------ |
| 4 833 | 6 231 | 10 943 | 15 858 | 21 016 | 23 299 | 22 114 | 23 609 |

|  |

#### Données de 2002
Pyramide des âges (2002)
Répartition de la population dans la ville (2002)
En 2002, les Serbes représentaient 93,81 % de la population de la ville et les Roms 2,52 %.

#### Données de 2011
Pyramide des âges (2011)
En 2011, l'âge moyen de la population dans la ville était de 41,3 ans, 39,5 ans pour les hommes et 42,8 ans pour les femmes.
Répartition de la population par nationalités dans la ville (2011)
En 2011, les Serbes représentaient 92,01 % de la population et les Roms 3,93.

### Municipalité

#### Données de 2002
Pyramide des âges (2002)
Répartition de la population par nationalités dans la municipalité (2002)
En 2002, les Serbes représentaient 96,41 % de la population de la municipalité et les Roms 1,20 %.

#### Données de 2011
Pyramide des âges (2011)
En 2011, l'âge moyen de la population dans la municipalité était de 42,2 ans, 40,9 ans pour les hommes et 43,2 ans pour les femmes.
Répartition de la population par nationalités (2011)
Par rapport à 2002, le recensement de 2011 se caractérise par une diminution de la proportion de Serbes (94,60 % contre 96,41 %) ; les Roms représentaient 1,92 % de la population (contre 1,2 % en 2002) ; la catégorie de recensement des Yougoslaves, qui se réfère à la république fédérative socialiste de Yougoslavie sans marque de nationalité, est en régression (0,12 % en 2011 contre 0,22 % en 2002),.

## Religion (2011)

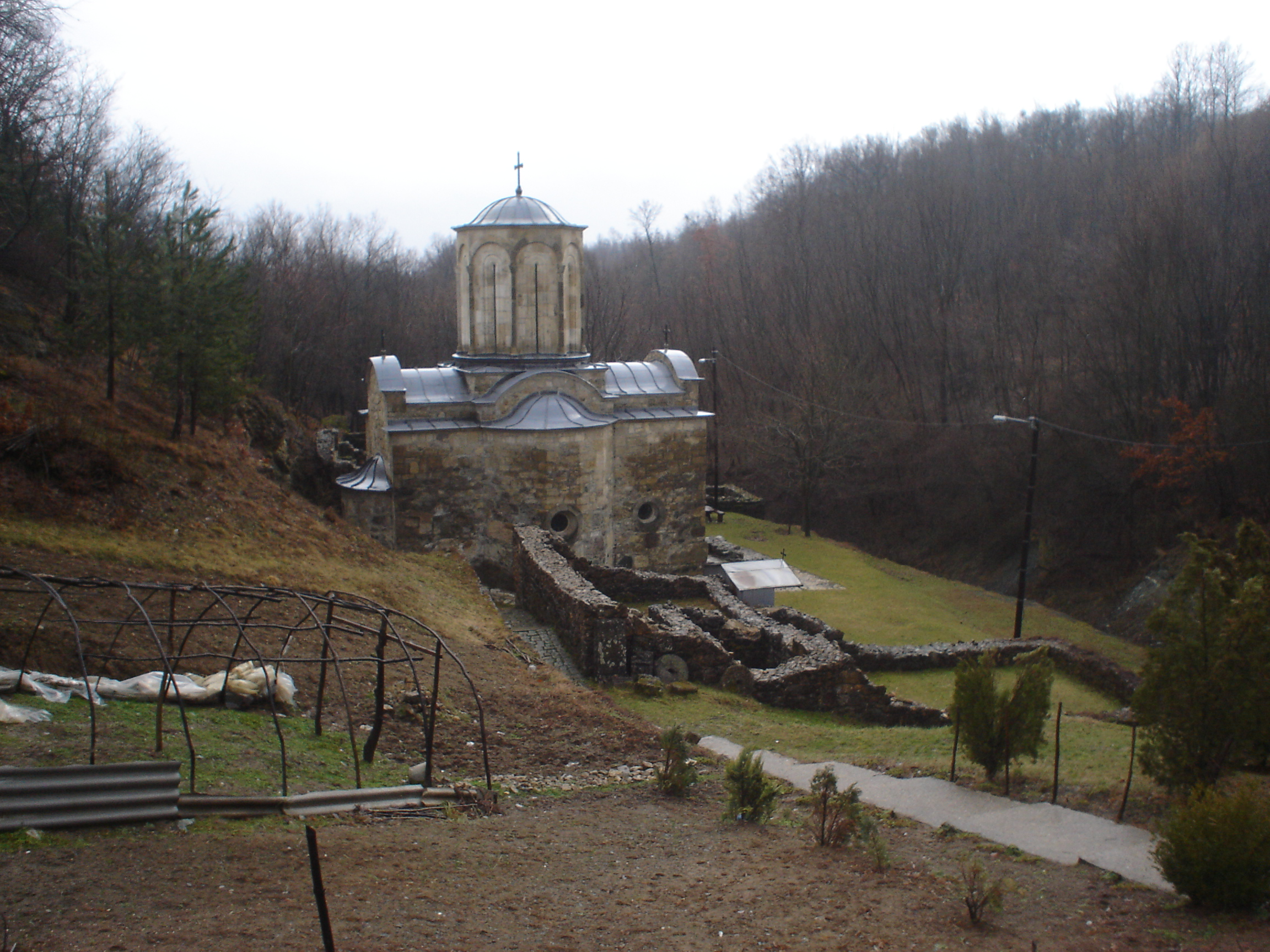
Le monastère de Pavlovac

Sur le plan religieux, la municipalité de Mladenovac est peuplée à plus de 94 % par des Serbes orthodoxes. Elle relève de l'éparchie de Šumadija (en serbe cyrillique : Епархија шумадијска), qui a son siège à Kragujevac.

## Politique

### Élections de 2004
À la suite des élections locales serbes de 2004, les 55 sièges de l'assemblée municipale de Mladenovac se répartissaient de la manière suivante :
| Parti                                          | Sièges |
| ---------------------------------------------- | ------ |
| Parti démocratique                             | 12     |
| Parti radical serbe                            | 12     |
| Parti démocratique de Serbie                   | 7      |
| Parti socialiste de Serbie                     | 5      |
| Mouvement Force de la Serbie                   | 4      |
| « Alliance pour la renaissance de Mladenovac » | 3      |
| « Alliance pour Mladenovac »                   | 3      |
| G17 Plus                                       | 2      |

Zoran Kostić, membre du Parti démocratique (DS) du président Boris Tadić, a été élu président (maire) de la municipalité de Mladenovac.

### Élections de 2008
À la suite des élections locales serbes de 2008, les 55 sièges de l'assemblée municipale de Mladenovac se répartissaient de la manière suivante :
| Parti                                                     | Sièges |
| --------------------------------------------------------- | ------ |
| Parti radical serbe                                       | 20     |
| Pour une Serbie européenne (Parti démocratique et alliés) | 16     |
| Parti démocratique de Serbie - Nouvelle Serbie            | 8      |
| Parti socialiste de Serbie - Serbie unie                  | 6      |
| « Alliance pour la renaissance de Mladenovac »            | 5      |

Branislav Jovanović, membre du Parti démocratique de Serbie (DSS) de Vojislav Koštunica, a été élu président de la municipalité.

### Élections de 2012
À la suite des élections locales serbes de 2012, les 55 sièges de l'assemblée municipale de Mladenovac se répartissaient de la manière suivante :
| Parti                                                               | Sièges |
| ------------------------------------------------------------------- | ------ |
| Un choix pour un Mladenovac meilleur (Parti démocratique et alliés) | 19     |
| Donnons de l'élan à Mladenovac (Parti progressiste serbe et alliés) | 18     |
| Parti socialiste de Serbie - Serbie unie                            | 7      |
| Régions unies de Serbie                                             | 6      |
| Parti démocratique de Serbie                                        | 5      |

Dejan Čokić, membre du Parti démocratique (DS) du président sortant Boris Tadić, a été élu président (maire) de la municipalité de Mladenovac.

## Sport
Mladenovac possède un club de football, le OFK Mladenovac.

## Économie
Mladenovac est une ville industrielle. On y trouve plusieurs entreprises travaillant dans la fabrication d'équipements industriels. ABS Minel Trafo, qui fait partie du groupe russe ABS Electro, fabrique des transformateurs électriques. La société Petar Drapšin, créée en 1949, fabrique des pièces moulées en aluminium et, notamment, des pistons, des axes de piston et des chemises de cylindre pour les camions, les tracteurs, les autobus et l'industrie ferroviaire. La société AutoCobest produit des garnitures de frein et d'embrayage, des freins à tambour, des grains, des segments de frein et des joints statiques. Progres fabrique des équipements liés au béton : usines de fabrication, bétonnières, silos à ciment, convoyeurs à vis etc ; la société Simi travaille dans la même branche. La société Frigovent fabrique et répare des systèmes de réfrigération, de climatisation et de ventilation. Pašalić fabrique des produits de lutte contre les incendies et, notamment, des extincteurs et des casques ignifuges. Keramika, dont l'origine remonte à 1936, fabrique notamment des éléments en céramique pour les sanitaires, les salles de bain ou les laboratoires.
Plusieurs entreprises représentent le secteur agroalimentaire. La société Makovica, dont l'origine remonte à 1950, travaille dans le domaine de la boulangerie ; elle fabrique du pain mais vend aussi de la farine, du gruau, de la chapelure et du son. La société Granice travaille dans le secteur des produits laitiers. Arsić, créée en 1992, est une écloserie qui vend notamment des poussins et des œufs fertiles.

## Tourisme

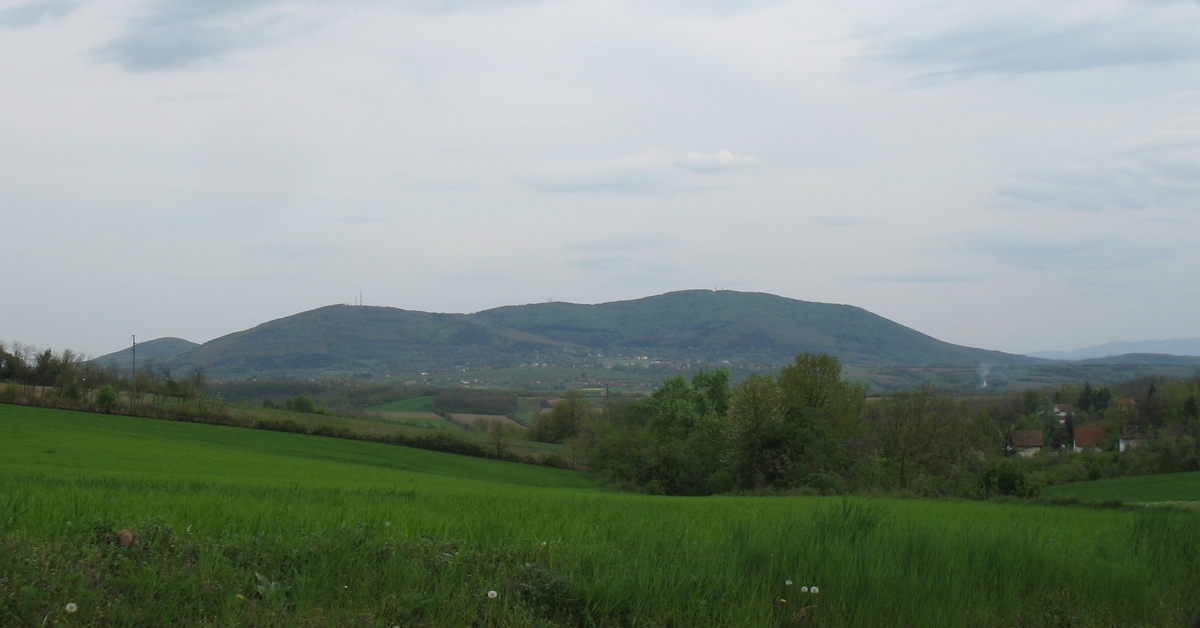
Le mont Kosmaj

Le mont Kosmaj s'étend en partie dans la municipalité Mladenovac. Une zone de 3 514 ha, notamment située sur le territoire des villages d'Amerić, de Koraćica et Velika Ivanča, offre un paysage d'importance exceptionnelle (catégorie V de l'UICN).
La municipalité abrite plusieurs monuments culturels classés :
- la maison de la famille Badžak à Jagnjilo (début du XIXe siècle)[35]
- la fontaine commémorative Crkvenac à Mladenovac (XXe siècle)[7]
- le monument au despote Stefan Lazarević à Markovac (1427)[5],[6]
- le monument aux morts de 1912-1918 à Mladenovac (1926)[8]
- le monastère de Pavlovac à Koraćica (premier quart du XVe siècle)[3],[4]

Sur le territoire de la municipalité se trouve le monastère de Tresije qui a été fondé au XIIIe siècle.

## Coopération internationale
Mladenovac a signé des accords de partenariat avec les villes suivantes :
- Gornja Radgona (Slovénie)